# 天津职业大学
天津职业大学，简称天津职大，是一所位于中华人民共和国天津市北辰区的市属高等职业院校，是国家示范性高职院校之一。
创建于1978年，前身是南开大学第二分校和第三分校合并组建的天津大学化工分校，1982年改建为天津市职业大学。2019年2月23日，天津市人民政府正式批复同意“天津市职业大学”更名为“天津职业大学”。
天津职业大学以开展专科教育为主，同时与天津科技大学、天津商业大学、天津职业技术师范大学联合开设应用型本科教育。学校主要院系机电工程与自动化学院、电子信息工程学院、生物与环境工程学院、经济与管理学院。